# Rampische Straße
Die Rampische Straße (in historischen Schreibungen als Rampische Gasse, Rammische Gasse, Rampischegasse, Rampesche Gasse, Rampesche Straße, Innere Rampische Gasse) in Dresden ist nach dem ehemaligen Vorwerk Ranvoltitz benannt. Nach der Blütezeit im Barock fiel sie 1945 den Luftangriffen auf Dresden zum Opfer und wurde mit dem Aufbau am Neumarkt in den 2010er Jahren wieder als Prachtstraße erkennbar.

## Lage
Sie liegt in der Inneren Altstadt und führt als neu bebaute Innenstadtstraße vom Neumarkt (An der Frauenkirche) zwischen Quartier II und Quartier III hindurch, am Polizeipräsidium (an der Südseite) vorbei zur Schießgasse. Der bereits auf Bernardo Belottos Gemälde um 1750 ganz am Ende der Straße erkennbare helle Blickpunkt ist das Kurländer Palais. Dem Polizeipräsidium gegenüber mündet die Salzgasse, eine zweibahnige Fahrstraße an das Albertinum hin. Diesen Platz mit dem Blick zur Frauenkirche dominiert jedoch die Einfahrt ins „Parkhaus An der Frauenkirche“.

## Bebauung

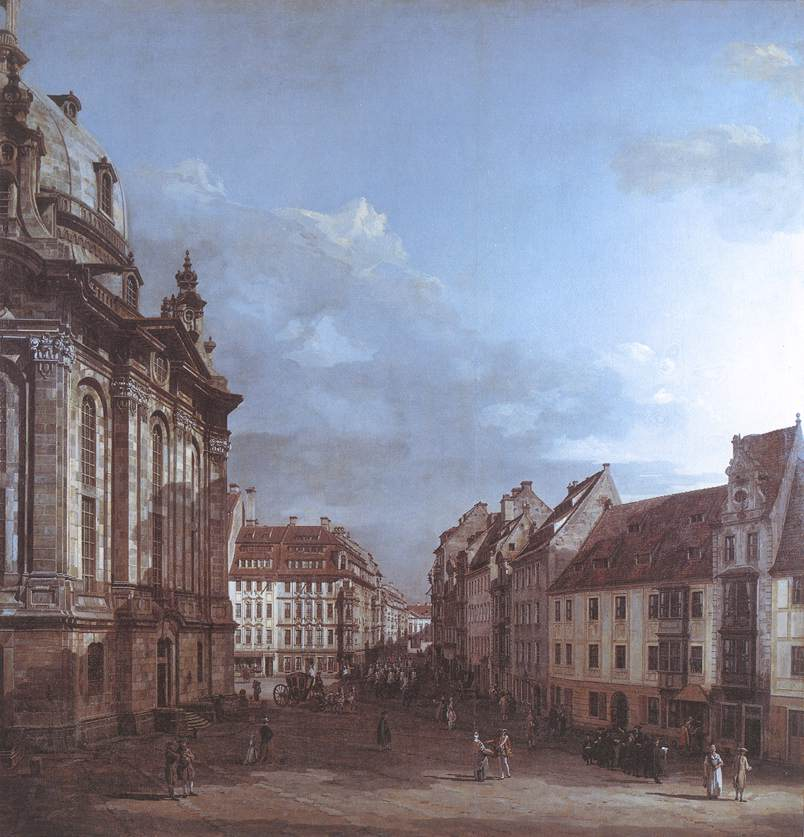
Bernardo Bellotto: Dresden, Frauenkirche und Rampische Gasse, zwischen 1749 und 1753

Nach den Zerstörungen durch den Bomberangriff am 13. Februar 1945 waren die Wohngebäude der Rampischen Gasse aus der Zeit des Dresdner Barock vollständig ruiniert. In den 1950er Jahren wurden alle Ruinen jenseits der Ernst-Thälmann-Straße beräumt, 1956 die Rampische Straße. Allerdings fielen diesem Abriss auch einige wiederaufbaufähige Fassaden zum Opfer. Die historische Straße im Umfeld der als Ruine verbliebenen Frauenkirche blieb beim Wiederaufbau Dresdens in den 1970er Jahren unbeachtet. Mit dem Neuaufbau der Frauenkirche in den 2000er Jahren kehrte sie wieder ins Stadtbild zurück. Um den Neumarkt wurden in den 2000er und 2010er Jahren wieder Gebäude mit die historische Gestaltung rekonstruierenden Fassaden errichtet.
Die typischen barocken Bürgerhäuser waren Hofhäuser, in deren Vorderhäusern die herrschaftlichen Wohnräume untergebracht waren und in deren Seiten- und Hintergebäude die Wohnungen der Bediensteten lagen, Mansarddächer kamen hinzu. Diese historischen bürgerlichen Bauten standen unter dem höfischen und adligen Architektureinfluss des Dresdner Barocks (Pöppelmann, Starcke, v. Naumann und Knöffel), ergänzt durch bürgerliche Baumeister wie Georg Haase.
Mit dem Neubau der nach historischem Vorbild rekonstruierten Häuser der Rampischen Straße 1, 3, 5 und 7 war eine kleinflächige Nutzung vorgesehen mit Gastronomie und Einzelhandel, Büros, Praxen, Kanzleien, Pensionen und kleineren Hotels sowie anspruchsvolle Wohnungen in den Dachgeschossen. Zur Rampischen Straße sind an der Nordseite die ungerade nummerierten Grundstücke 1–33 nach historischer Größe zugeordnet. An der südlichen Straßenseite beginnend am Gebäude „An der Frauenkirche 16 und 17“ liegen die Grundstücke 2–20 (gerade), dabei erstreckt sich das Neumarkt-Quartier III/2 (Palais Hoym) bis zur Landhausstraße und als Abschluss zur Ecke Schießgasse die Nordfassade des Polizeipräsidiums. Die Adresse des Polizeipräsidiums ist Schießgasse 7, aktuell ist das Polizeirevier für Rampische Straße 10 genannt.
- Haus Rampische Straße 4
- Haus Rampische Straße 7
- Haus Rampische Straße 19
- Haus Rampische Straße 29[13]: Auf einer Kleinparzelle liegt mit 6,85 Meter Frontbreite das schmalste der wiederentstandenen Bürgerhäuser.[14]
- Haus Rampische Straße 33 und 31: Das Eckhaus an der Salzgasse bot als „Kopfbau“ von Osten her (Ecke Salzgasse) den Blick in die Rampische Straße zur Frauenkirche und bietet nach dem rekonstruierten Neubau diesen Blick wieder. Dieser wurde zum Signet der „Gesellschaft Historischer Neumarkt“. Das Gebäude 33 ist mit dem Haus Rampische Straße 31 verbunden, dessen Grundstück (vor Baubeginn) zur Hälfte einer norwegischen Erbengemeinschaft gehörte.[15] Auf den beiden Grundstücken Rampische Straße 31 und 33 gruben Archäologen im Herbst 2011 vor der Neubebauung. Diese Häuser gehörten zu den wenigen, die zunächst für den Wiederaufbau vorgesehen waren, bevor sie 1956 schließlich gesprengt wurden. Im Zuge der Grabung sind die schuttverfüllten Keller freigelegt worden, deren älteste Mauern aus dem 16. Jahrhundert stammen. Älter sind gewerblich betriebene Töpfereien, deren Abwurfhalden in geringen Resten auf der Grabungsfläche angetroffen wurden.[16]

Geschichte und Gegenwart
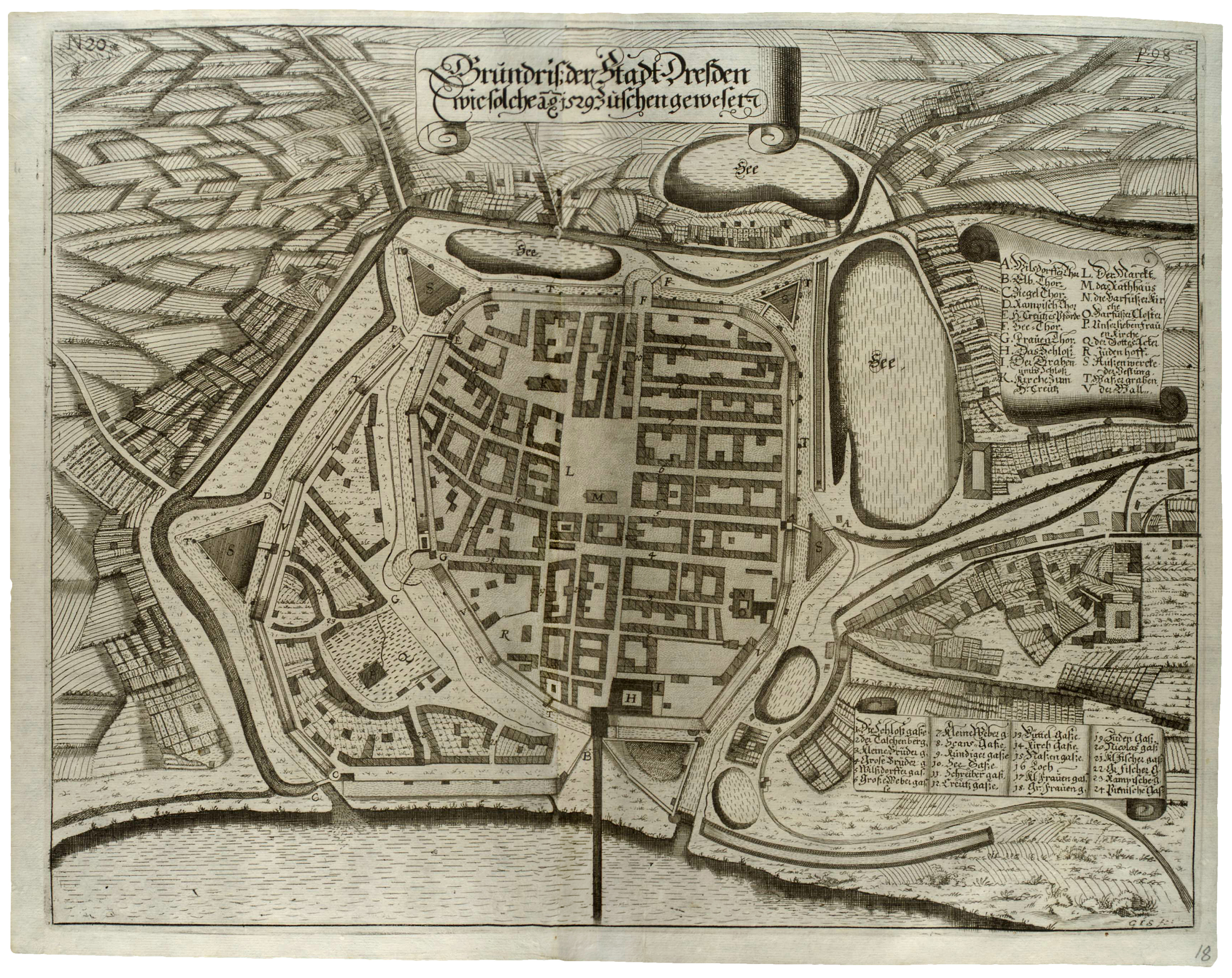
gesüdeter Grundriss der Stadt Dresden 1529 (von Anton Weck,  s. dazu – Blick von der Dresdner Elbbrücke zur Stadt)
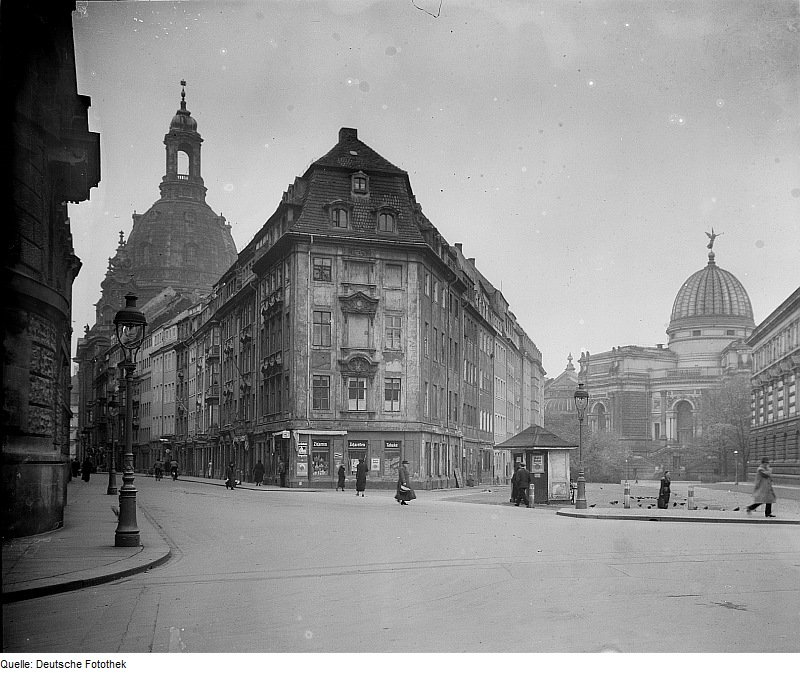
Blick von der Rampischen Gasse und Salzgasse, um 1935
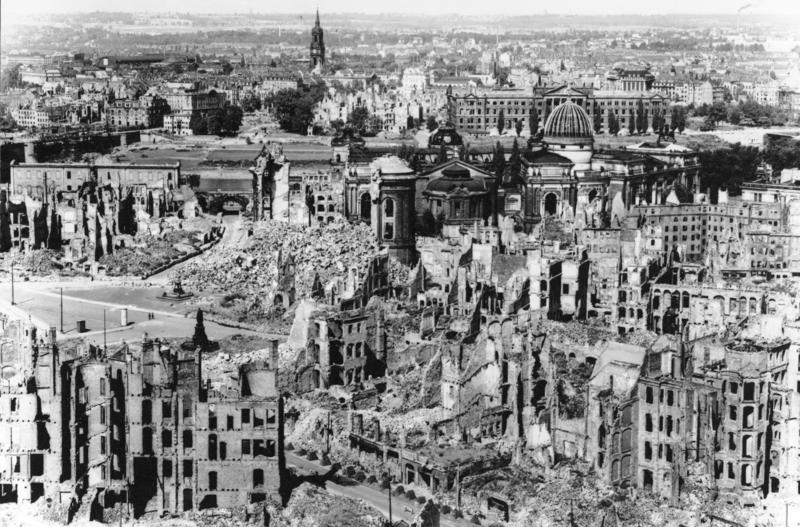
Ruinen der Rampischen Straße (hinter der Landhausstraße im Vordergrund)
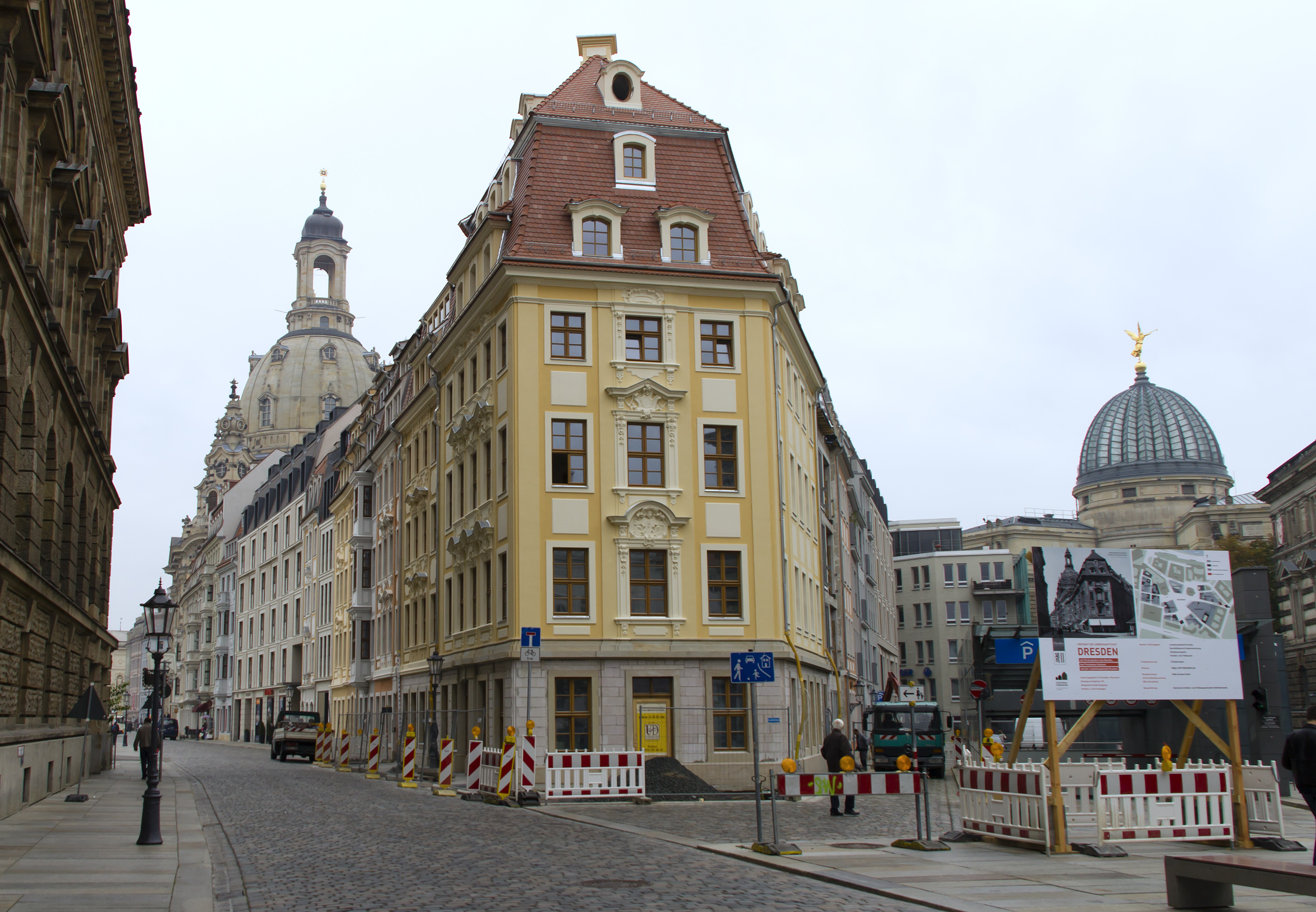
2013: Blick vom Kurländer Palais in die Rampische Straße, vorn das Eckhaus Rampische Straße 33, im Hintergrund die Frauenkirche
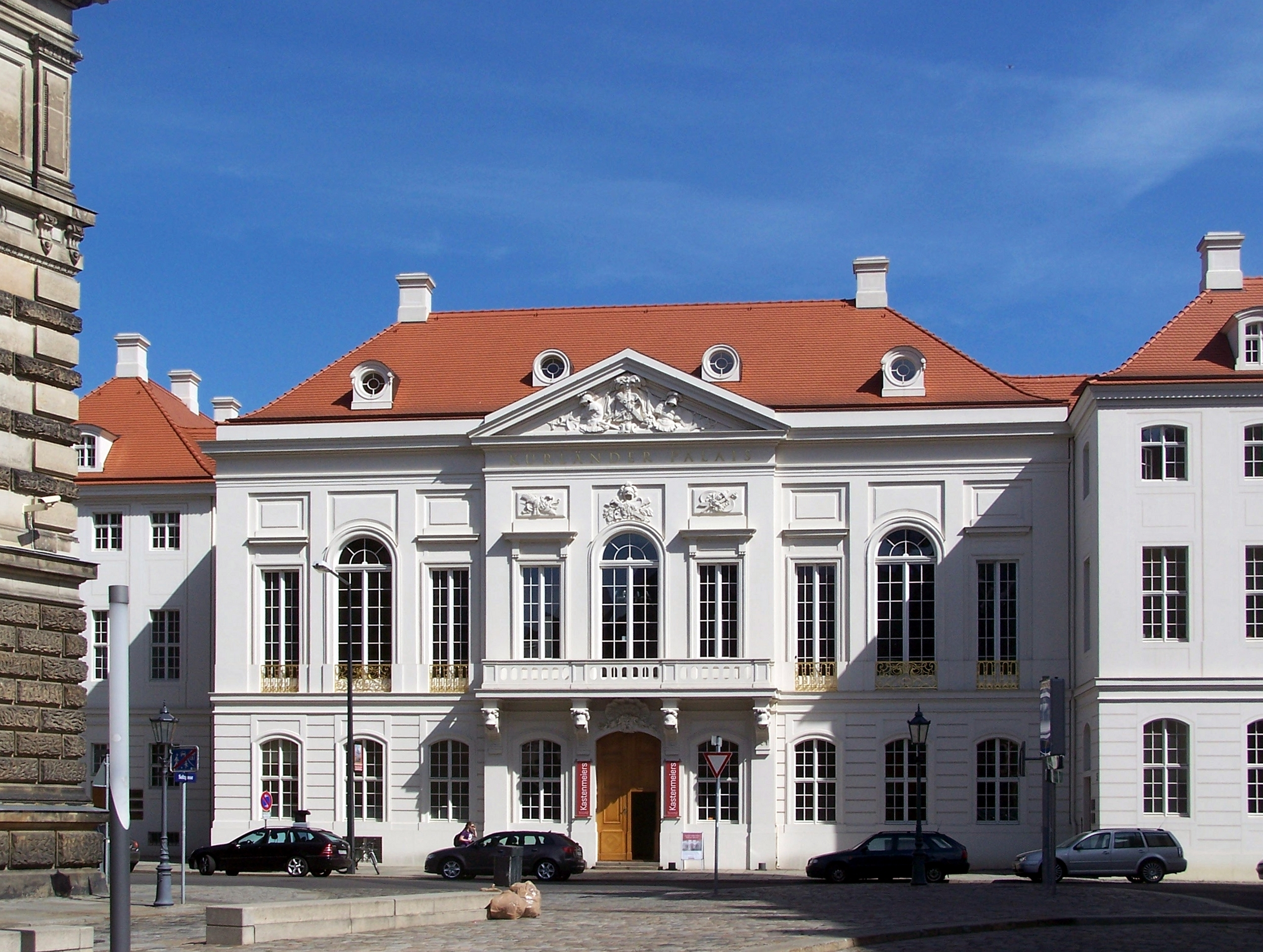
Das wiederaufgebaute Kurländer Palais als Blickfang am Ende der Gasse

Im Handbuch für Dresden 1850 ist auf den Seiten 104–107 die „äußere Rampische Gasse“ in der „Pirn. Vorstdt.“ beginnend mit Nr. 1 an der Amalienstraße mit den Häusern 1–6 zur Gr. Ziegelgasse, 7–34 zur Albrechtsgasse, 35a–50 zur Neuen Gasse und 51–59 verzeichnet. Neben Privathäusern sind Staatsgebäude (Holzhof auf 21, ehem. Accisehaus auf 27, Thierarzneischule auf 47) und der Schulgarten der Commune auf 26 aufgenommen. Die „innere Rampische Gasse“ in der Altstadt beginnt an der Frauenkirche mit dem Haus 1 der Witwe Am. Taggesell (s. An der Frauenkirche 15) gefolgt von den Häusern 1b–16 zum Zeughausplatz, Kl. Schießgasse. Danach folgen das Gebäude 17 (Staatsgebäude: Militärwagenhaus) und die Privathäuser 18–26. Hinzu kommt (S. 108) „vor dem Rampischen Schlage“ in der Pirna’schen Vorstadt: Nr. 1 am Rampischen Schlage mit den Privathäusern 1–5 (4 als Baustelle). Als Cat.-Nr. sind die Grundstücke der inneren Rampischen Straße vor dem Zeughausplatz mit 95–111 und danach mit 131–140 angegeben, der Rampische Schlag mit 119–121 und schließlich die äußere Rampische Straße mit 1008–1013 (Amaliengasse bis Gr. Ziegelgasse), 1098–1129 (bis Albrechtsgasse) und 1130b–1145 zur Neuen Gasse gefolgt von 1188 bis 1196. Dabei stehen mitunter zwei Gebäude auf geteilten Katasterflächen.
Auf der Karte von 1862/1870 ist die Rampesche Straße aufgenommen. An der Nordseite im Karree zur Salzgasse liegen zwischen der Straße An der Frauenkirche und dem Zeughausplatz die bebauten Grundstücke 1–16 (fortlaufend, Cat. 95–111). Dabei bildet Nr. 1 mit An der Frauenkirche 15 eine Einheit und daneben liegt 1b, Haus 6 heißt Dampfschiff. An der Südseite beginnend mit der Katasterfläche 131 und dem Eckgebäude Schießgasse führt die Zählung von 17 der „Caserne der leichten Infanterie“ (Toreingang zum Innenhof) zur Nummer 18, einem Bürgerhaus. Unter 19 ist das Königliche Amtsgericht, 20 die Commune verzeichnet. Die Grundstücke 21–26 sind mit Bürgerhäusern bebaut, die geschlossene Bebauung geht mit An der Frauenkirche 16 weiter zum Eckhaus Landhausstraße 4. Der südliche Block wird ergänzt mit der Landhausstraße in fortlaufender Zählung bis 13 an der Ecke Kleine Schießgasse. An der Nordseite der Landhausstraße sind das Haus 6 „Harmonie“, das „Königliche Bezirksgericht I“ in 9 und „Königliche Bezirksgericht Abtheilung II und III“ in 11 verzeichnet.
Auf der Karte 1911/1913 ist die Grundstückszählung umgestellt auf Orientierungsnummerierung und am Ostrand des Karrees südlich der Rampischen zur Landhausstraße steht das Polizeipräsidium (Königliches Polizeigebäude). Die Zählung der Nordseite ist nun 1–33 (ungerade) und die Gegenseite beginnt An der Frauenkirche 16 mit der Rampischen Straße 2. Das Haus 16/18 und 20 gehören zur Königlichen Polizeibehörde und 14 ist städtisch.
Angemerkt sei das Adressbuch 1943 mit der Rampischen Straße auf Seite 656 in der Lage von der Frauenkirche zum Zeughausplatz und Salzgasse auf der linken Seite mit 1–33 (ungerade) und rechts 2–20 (gerade), bebaut vorwiegend mit sechsgeschossigen (einschließlich Erdgeschoss) Privathäusern (fünf Geschosse: 9, 15, 17, 19, 31; 2, 10, 12, 14), wobei einige Hintergebäude haben. Auf Grundstück 16, 18 steht die Polizeiverwaltung im Eigentum des Deutschen Reichs und als Eigentümer von 20 (s. Schießgasse 7) ist „Der Staat“ aufgeführt.

## Entwicklung

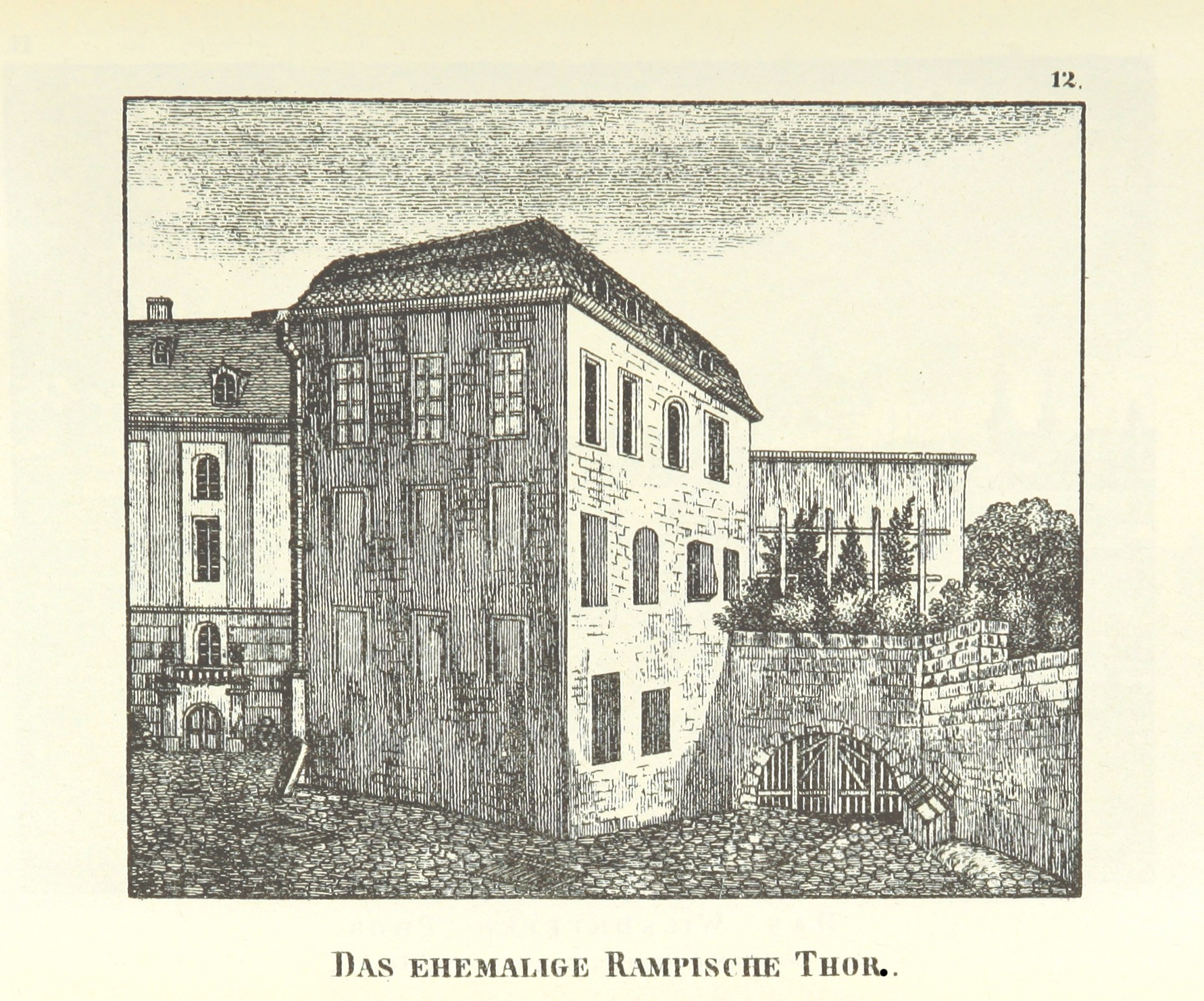
Das ehemalige Rampische Thor um 1830

Ursprünglich lag der Straßenzug außerhalb der Stadtmauer vor dem „Frauentor“ an der gotischen Kirche Unserer Lieben Frauen und deren Friedhof. Im Mittelalter gab es einige vereinzelte Häuser an der Rampischen Straße (später Pillnitzer Straße) und der Pirnaer Straße. Zwischen 1520 und 1556 wurden die Befestigungen nach Osten gelegt und beginnend vom Neumarkt begann die Bebauung mit innerstädtischen Gebäuden.
Die Rampische Gasse findet sich auf der gesüdeten Karte von 1529 vom Rathaus (M) und dem Markt (L) durch die Gr. Frauengasse (18) zum Frauentor (G), davor liegt der Gottesacker (Q) mit „Unser lieben Frauen Kirche“ (P) als Zugang zur Rampischen Gasse (23) und der Pirnischen Gasse (24). Von da durch das Rampische Thor (D) über Wall (V) und Wassergraben (T) führte die Verbindung in die Umgebung im Osten. 1548 wurde das Gebiet vor dem Frauentor in die Stadtbefestigung und die Dresdner Zollmauer einbezogen. Nach dieser Stadterweiterung durch Herzog Moritz war der unregelmäßige Platz des Neumarkts geschaffen, von dem etliche Straßen abzweigten, so nach Osten auch die Rampische Straße. Die historische Rampische Gasse führte in einem sanft konvexen Bogen an der südöstlichen Begrenzung des Friedhofs vorbei. Der Weg verlief vom Neumarkt und der (alten) Frauenkirche zum Rampischen Thor (Rampischer Schlag) in die „Rampische Gemeinde“ als Teil der Pirnaischen Vorstadt. Namensgebend für die Gasse war die Richtung zum (wohl schon länger) bestehenden Dorf Ranvoltitz, das aber im 14. Jahrhundert aufgegeben wurde. Übernommen wurde die Flur von Ranvoltitz mit dem Grundbesitz des Maternihospitals und behielt lange den Charakter der Dorfflur. Später wurde die Johannstadt als Vorort angelegt, benannt nach König Johann (1801–1873) von Sachsen. Der Straßenname nach der Wüstung blieb bestehen. Im 17. Jahrhundert begann die Bebauung an der Rampischen Straße mit repräsentativen Adels- und Bürgerhäusern. Die Vorstädte der Altstadt waren offen, wie am Rampischen Schlag mit den Landstraßen nach Pillnitz und Pirna. Sie wurden 1760 im Siebenjährigen Krieg in Mitleidenschaft gezogen. Nach dem Beschuss mit feindlicher Artillerie lag der Straßenbereich in Schutt. Der Wiederaufbau nach den Kriegsjahren erfolgte im „Dresdner Hungerstil“ eher einfach. Das geschlossene Stadtbild mit Barockfassaden und Renaissance-Erkern am Neumarkt und den barocken Bürgerhäusern (zum Kurländer Palais hin) an der (Inneren) Rampischen Straße entstand im Augusteischen Zeitalter des frühen 18. Jahrhunderts durch Neubebauung. Die Rampische Straße entwickelte sich mit Ausdehnung der Stadt und der Bebauung der „Äußeren Pirnaischen Vorstadt“ über den Akzisering hinweg als Landstraße nach Pillnitz. In Stadtnähe war die durchgehende Bezeichnung zunächst Rampische Gasse in Fortsetzung der in der inneren Stadt gelegenen Gasse. Seit 1840 wurde der städtische Abschnitt (Altstadt) zur Inneren, die Landstraße zur Äußere Rampische Gasse (1100 Ellen lang, → Pillnitzer Straße) unterschieden. Auf der Karte von 1855 endet die Rampische Gasse an der Schießgasse durch den querstehenden Bau der „Clinic“ und der niedergelegten Ringumfassung (Botanischer Garten, Moritzallee). An der Amalienstraße beginnt nach Osten und um 1855 schon weitestgehend bebautdie Äußere Rampische Gasse. Sie führt durch die Pirnaische Vorstadt und wird gekreuzt vom Straßenzug Neue Gasse/ Große Ziegelgasse. Am Rampischen Schlag ist der damalige Ostrand der Pirnaischen Vorstadt erreicht. Im Jahr 1859 wurde mit der zunehmenden Bebauung die Äußere Rampische Straße nach der Richtung zum Dorf Pillnitz als Pillnitzer Straße benannt und 1874 kam zu dieser der westliche Teil der Striesener Straße bis zum Striesener Platz hinzu.

## Sonstiges
- Bevor die Erweiterung der Befestigung zwischen 1520 und 1556 erfolgte, führte die außerhalb liegende Rampische Gasse durch das „Loch“. Seit der Zeit um 1415 befand sich ein Hurenhaus an der Gasse. Diese Form wurde geduldet, um Vergewaltigungen, unerlaubten Beischlaf und Sodomie vorzubeugen. Die Nutzung war für Ehemänner, Juden sowie Priester und Mönche bei Todesstrafe verboten. Frauen drohte für unsittliches Benehmen außerhalb des Hauses die Hinrichtung.[33][34]

- Heinrich von Kleist wohnte 1807 bis 1809 in der Äußeren Rampischen Gasse (später Pillnitzer Straße 29, Ecke Gerichtsstraße). Für ihn wurde ein Denkmal an diesem Ort erstellt.

- Die Freimaurerloge „Zum goldenen Apfel“ hatte ihre Wirkungsstätten von 1808 bis 1838 in der Rampischen Straße 14.

- Am Ende des 19. Jahrhunderts wurden die östlichen Parzellen[3][18] an der Südseite einschließlich des Palais Württemberg-Teck für das gründerzeitliche Polizeipräsidium abgerissen. Dieses überstand als einziges Gebäude an der Rampischen Straße die Bombenangriffe im Februar 1945 und die Ruinenberäumung.[Anm. 1]

- Die Beräumung der Ruinengrundstücke in der Dresdner Innenstadt erfolgte zeitnah in den 1950er Jahren. Bei archäologischen Grabungen am Neumarkt wurden 2002/2003 im Keller des zerstörten Hauses Rampische Straße 7 insgesamt 14 Leichen entdeckt: acht Erwachsene und drei Kinder.[35]

- Die Ruinen[Anm. 1] der Rampischen Straßen wurden 1956 beräumt.[16] Nach der Enttrümmerung war lange Zeit die unansehnliche Rückfront des Polizeipräsidiums als einziger Blickfang der leeren Fläche zwischen Rampischer und Landhausstraße verblieben. Um den Eindruck zu mildern, entstand 1976 bis 1979 östlich der als „Kriegsmahnmal“ belassenen Frauenkirchruine ein Westanbau aus Glas und Beton am Polizeipräsidium. Darin befand sich unter anderem die Staatliche Versicherung der DDR.[36] Um Baufreiheit zu erreichen, ließ der Freistaat Sachsen dieses Gebäude 2005 abreißen und das Grundstück zum Verkauf ausschreiben.[22]

Ansichten der Nordseite der Rampischen Straße
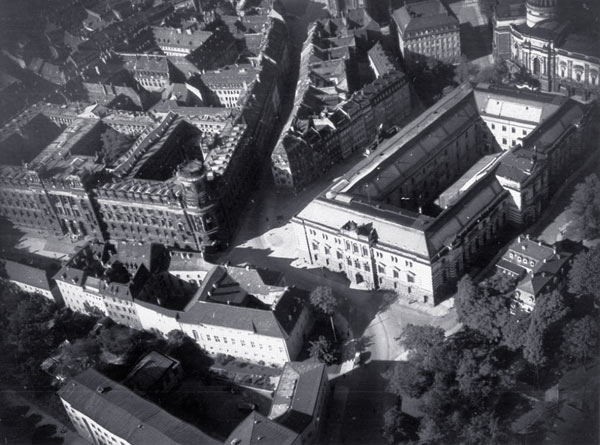
Blick nach Westen (um 1935)
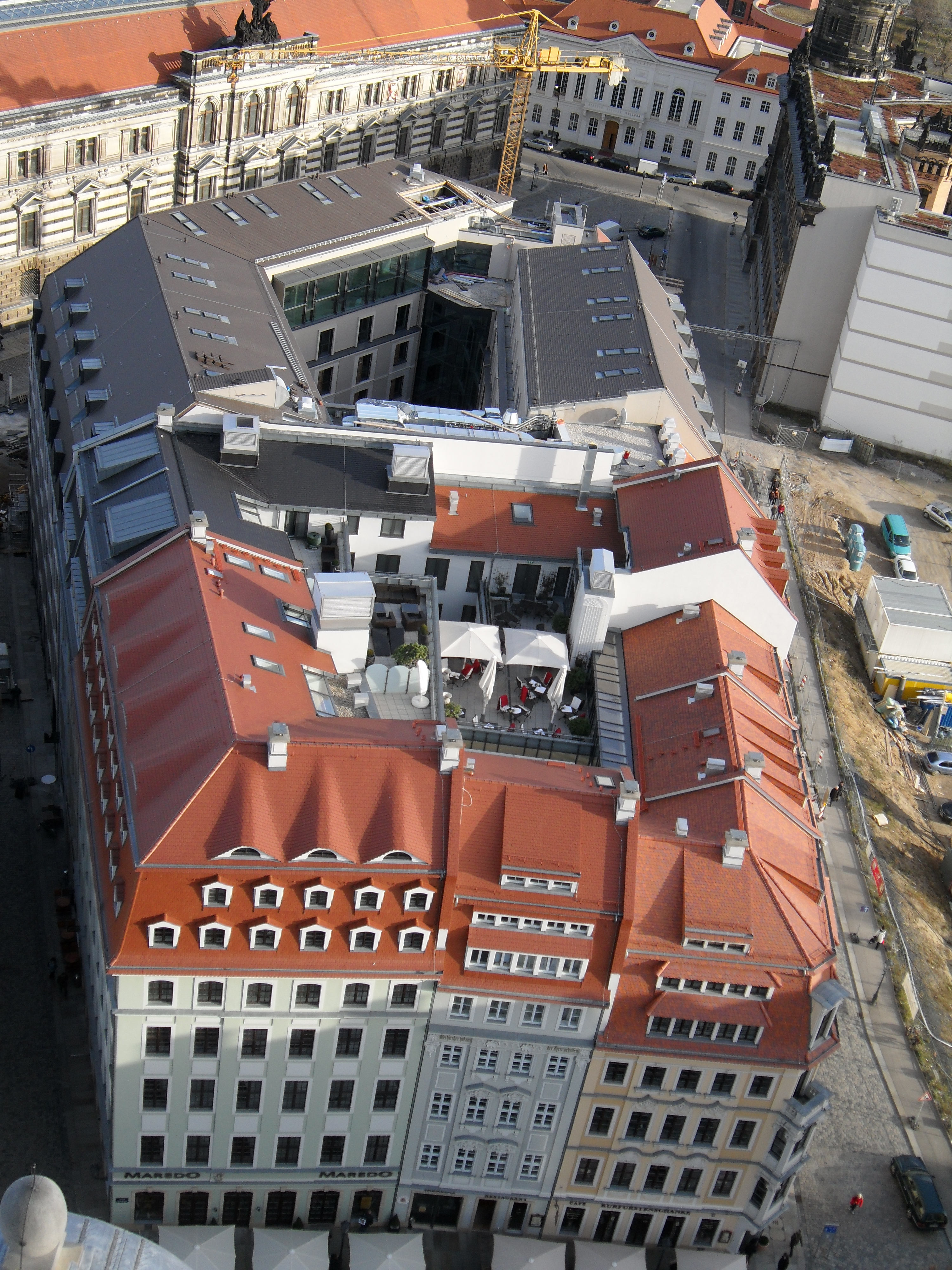
Blick nach Osten (von der Frauenkirche)
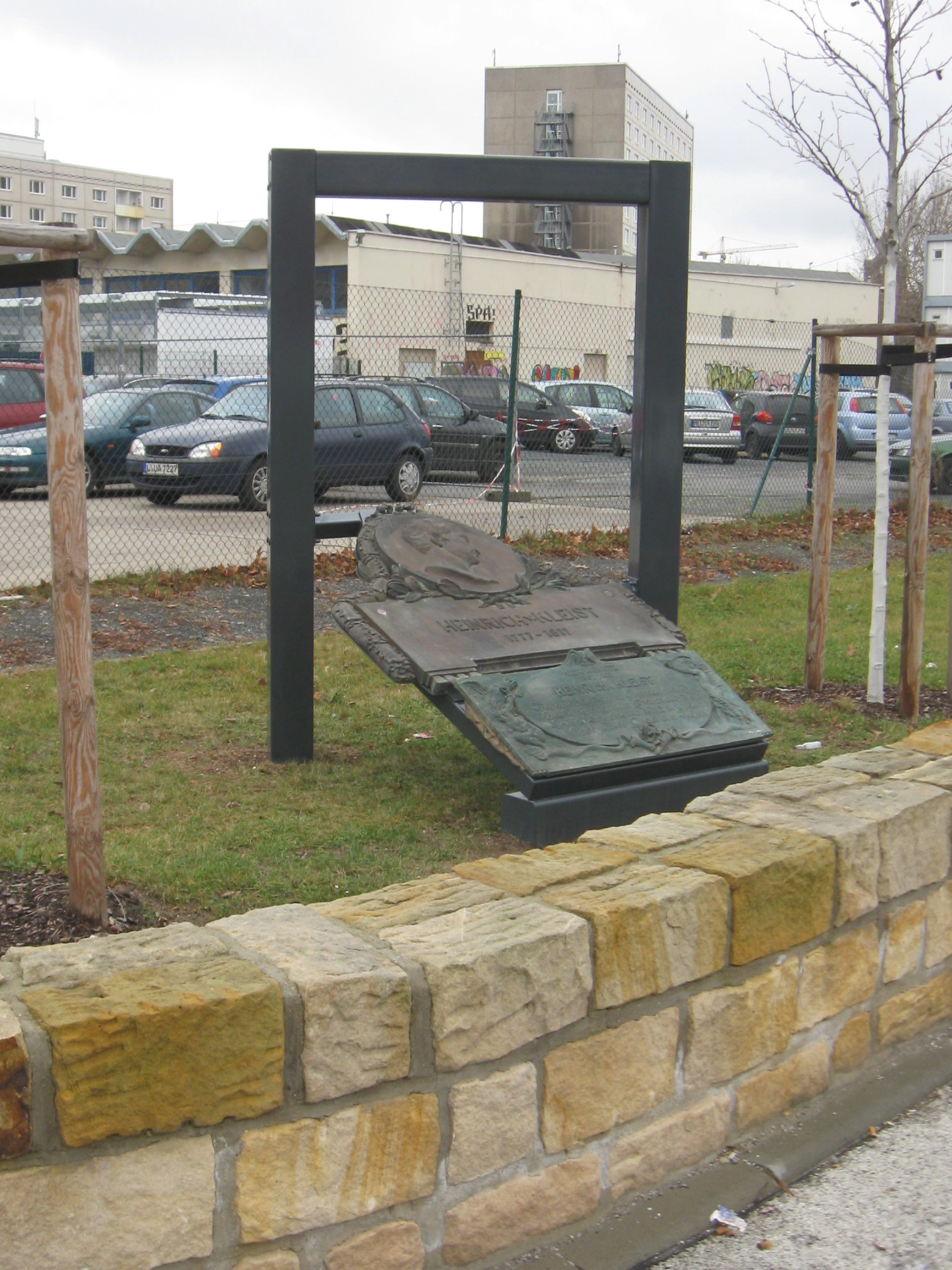
Kleistdenkmal am Wohnhaus (1807–1809: Äußere Rampische Gasse)
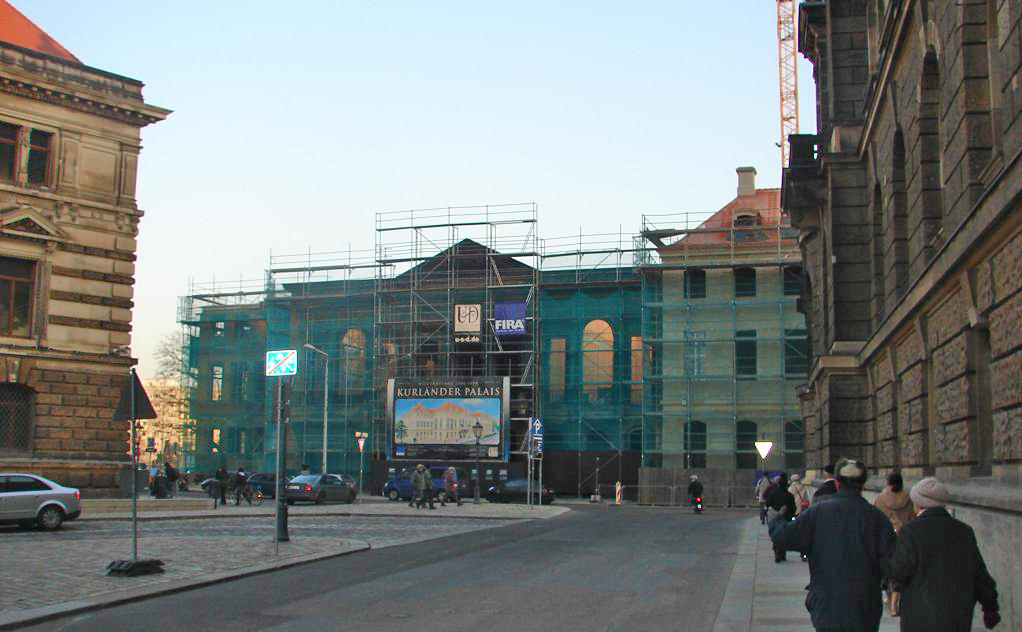
Kurländer Palais am Ostende
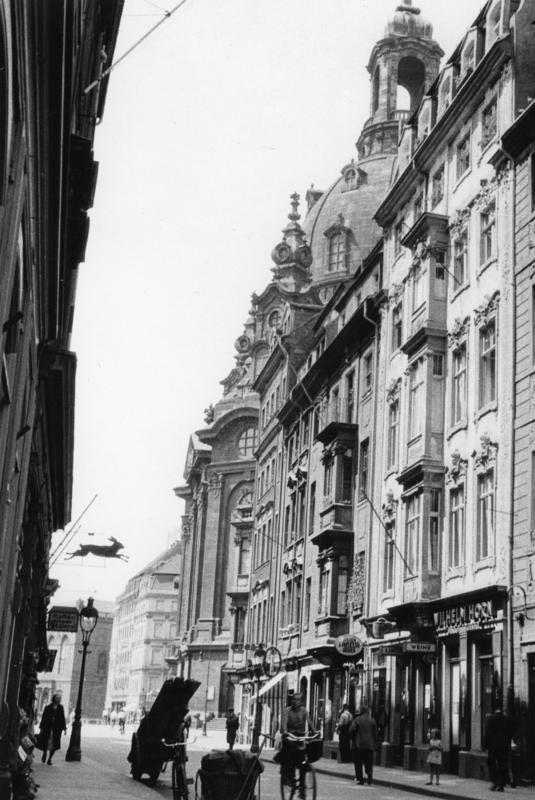
Haus 7 um 1930
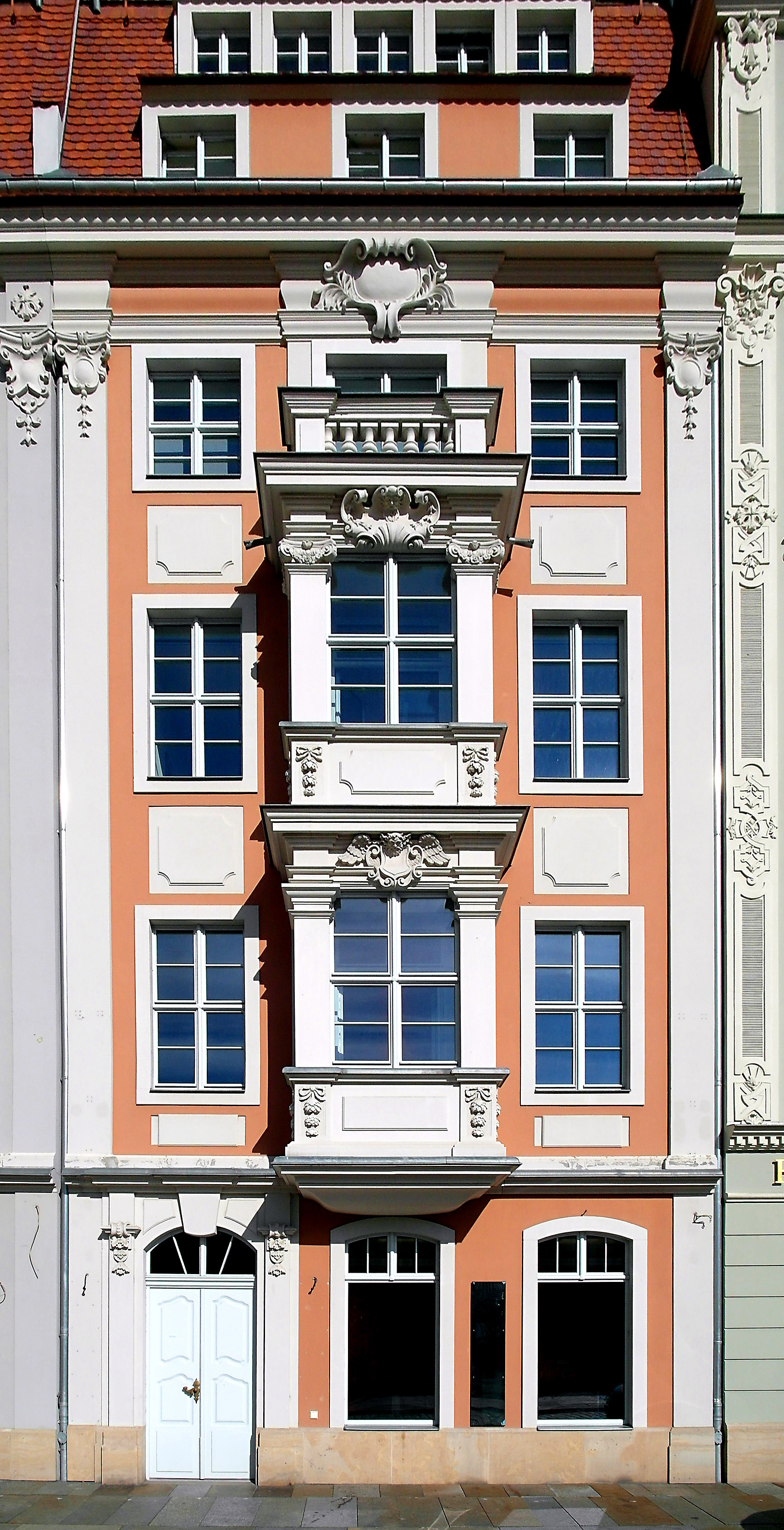
Haus 5
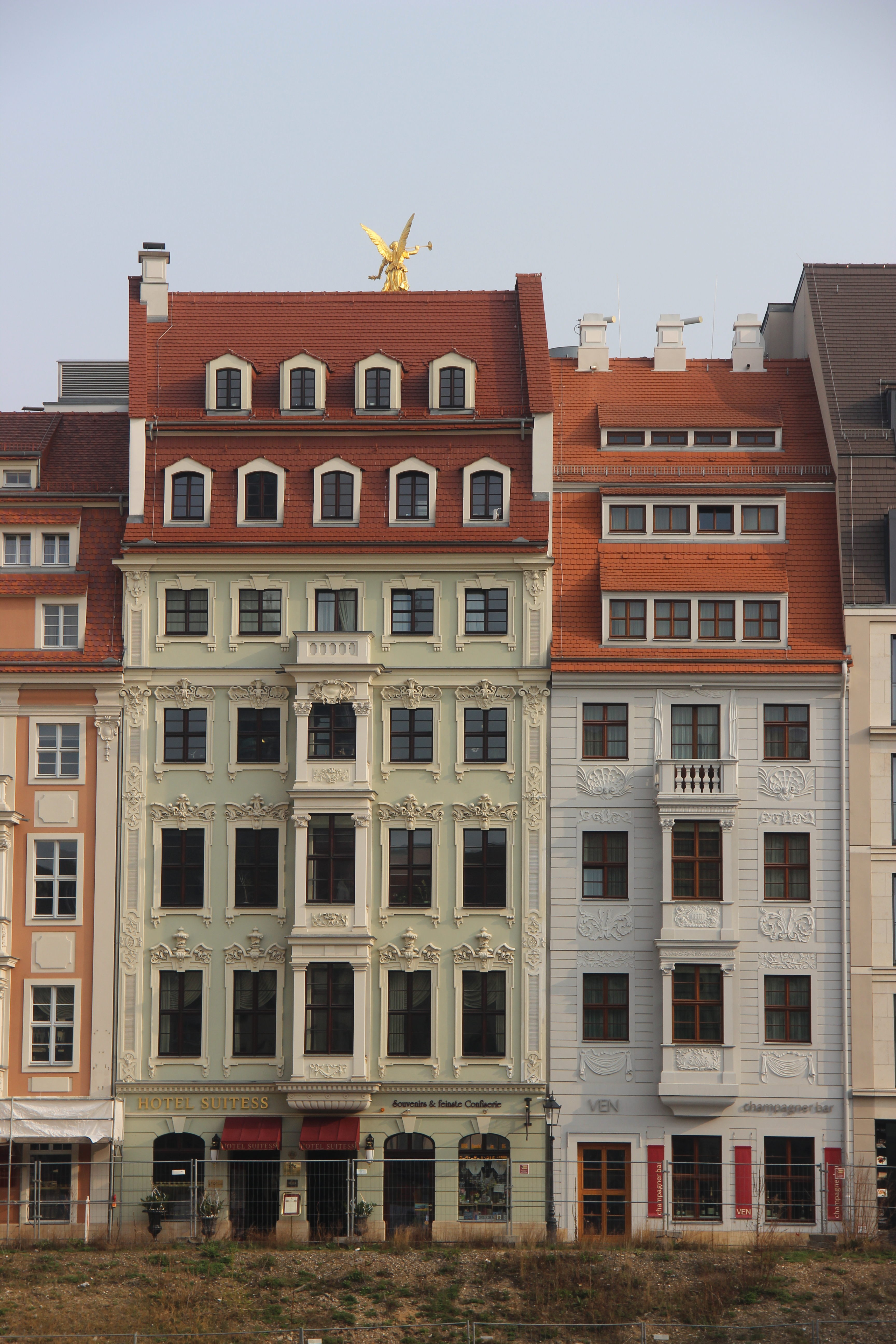
Fassade Haus 7 (2014)
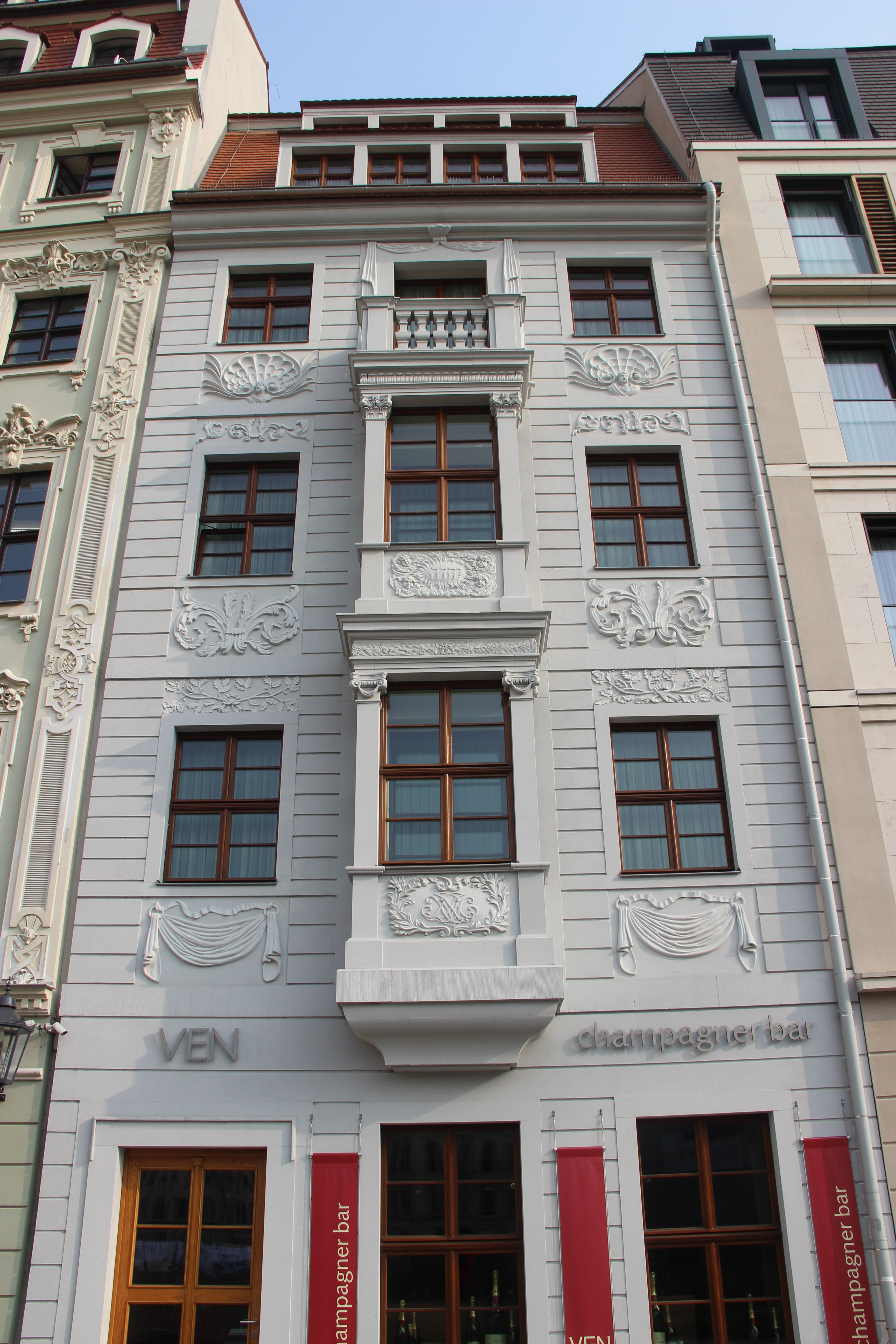
Fassade Haus 9 (2014)
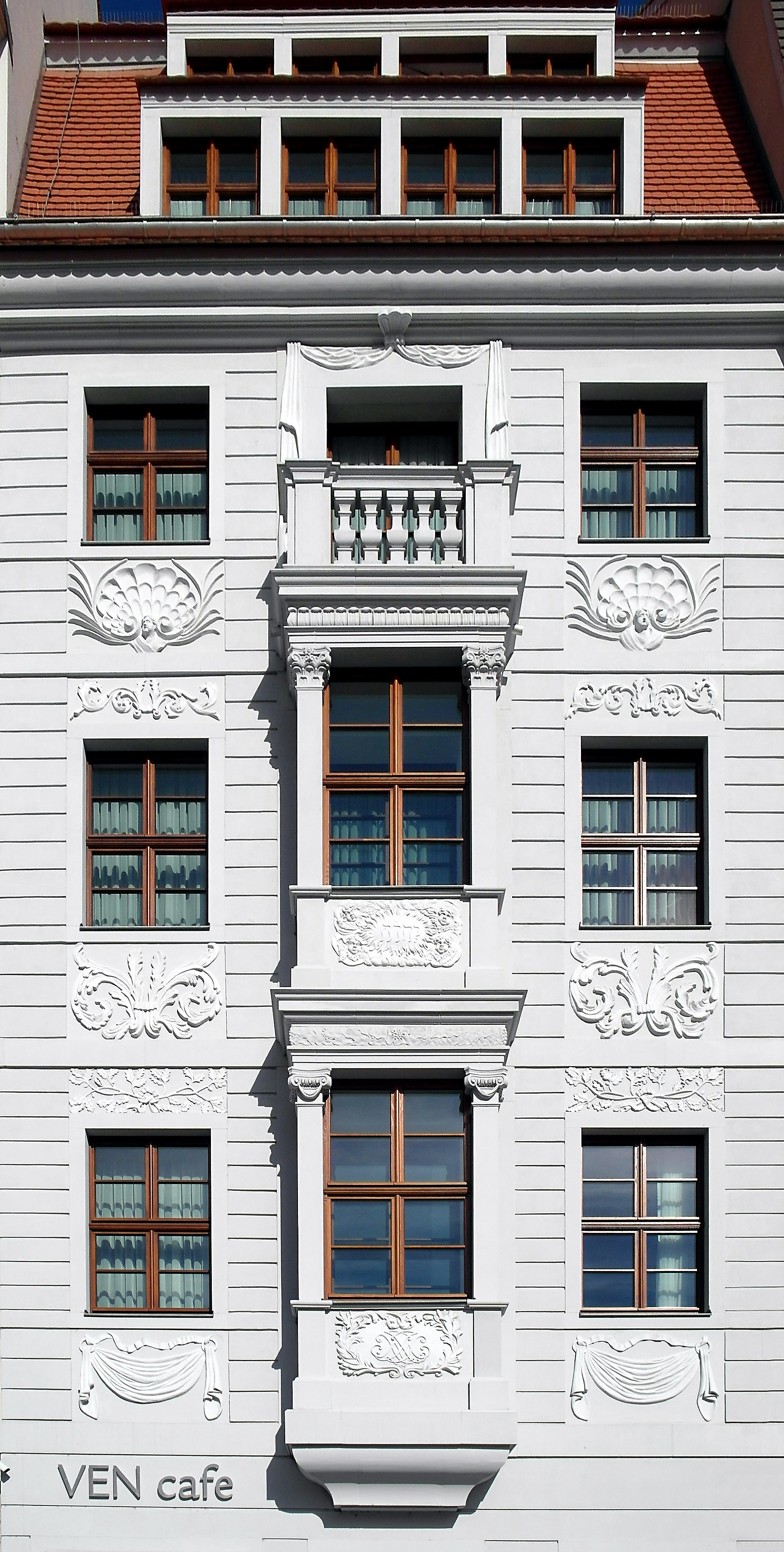
Haus 9 (2016)
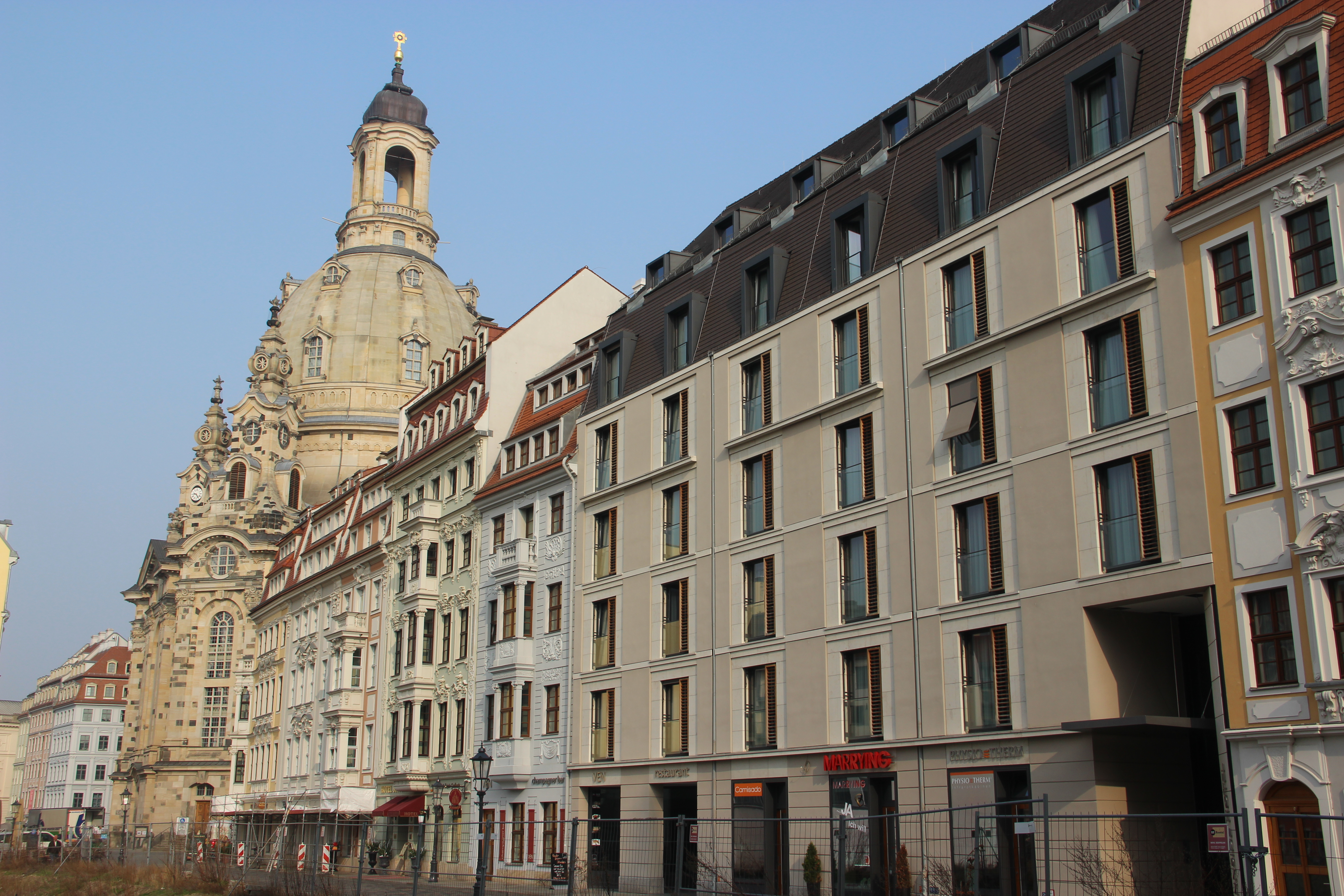
Hotel auf Nr. 11–19 (?17, ?21)
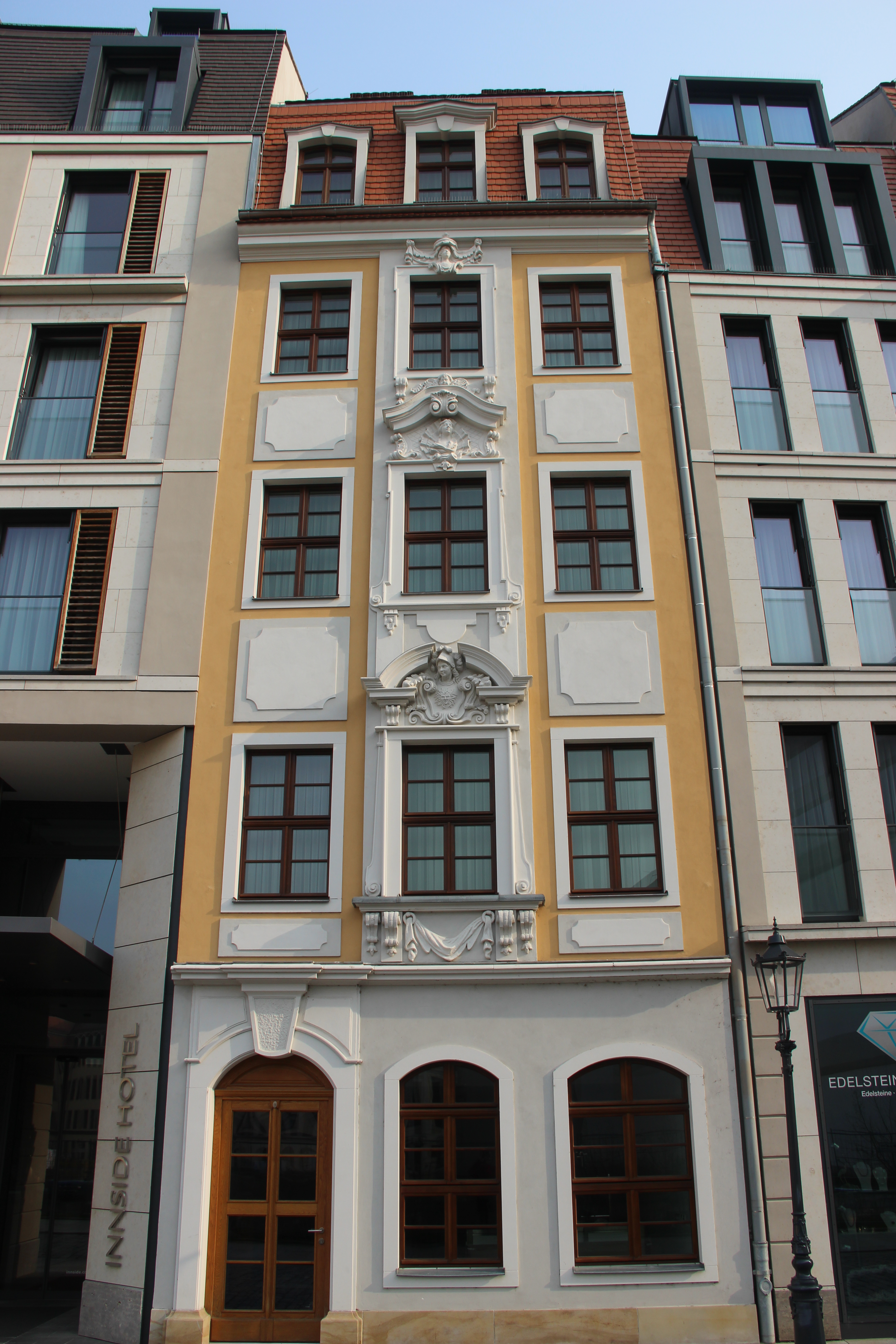
Haus 23 (2013)
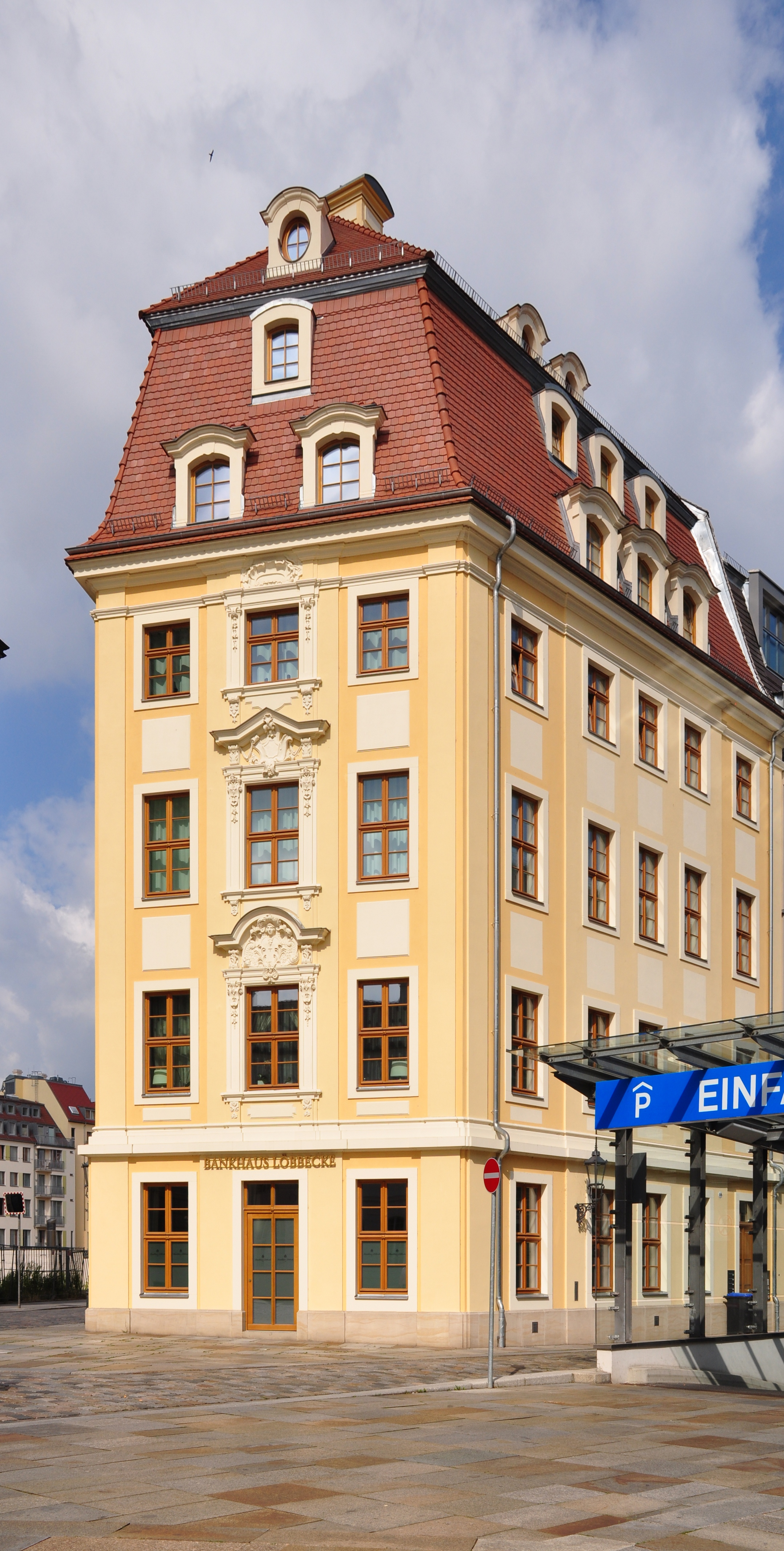
Rampische Straße 33 (2015)